# Hatinska tragedija
Hatinska tragedija ali Hatinski pokol (rusko Трагедия Хатыни) je vojni zločin nad 149 prebivalci beloruske vasi Hatin, ki so jih 22. marca 1943 pripadniki nemškega 118. bataljona Schutzmannschaft ob pomoči ukrajinskih in beloruskih kolaborantov žive sežgali. 
V Sovjetski zvezi je Hatin postal simbol masovni pobojev civilnega prebivalstva, ki so jih izvršili Nemci in njihovi sodelavci. Na stotine podobnih naselij v Belorusiji je med 2. svetovno vojno delilo podobno usodo kot Hatin.